# Битва при Сент-Обен-дю-Кормье
Битва при Сент-Обен-дю-Кормье (фр. Bataille de Saint-Aubin-du-Cormier)— состоявшееся 28 июля 1488 г. сражения Безумной войны между армиями королевства Франция и коалицией из герцогства Бретань, Священной Римской империи, отдельных французских правителей и английского отряда. Закончилась победой французов и окончанием войны.

## Предыстория
В годы царствования французского короля Людовика XI Бретань, Бургундия и Англия совместно боролись с усилением Франции, существовала объединявшая французских высших феодалов Лига общественного блага. После гибели герцога Бургундии Карла Смелого в 1477 г. в битве при Нанси его государство было разделено между Францией и Священной Римской империей. На Европейском континенте Бретань оставалась главной опорой оппозиционных центральной французской власти феодалов.
В 1485 г. между бретонским премьер-министром Пьером Ландэ и группой аристократов во главе с князем Оранж Жаном IV произошёл конфликт. Ландэ стремился укрепить связи с Англией, в то время как его противники заручились поддержкой Франции в вооруженном вторжении с целью свержения и казни Ландэ в 1485 гю, после чего Жан IV де Рье де-факто стал главным министром.
Франциск стремился обеспечить независимость Бретани и создать сеть союзов для достижения этой цели, предложив нескольким возможным союзникам перспективу брака со своей дочерью и наследницей Анной Бретонской. Ггерцог Орлеанский Людовик II нашёл убежище в Бретани, что Франция расценила как нарушение королевских прав и потребовали возвращения его и иных мятежных феодалов, пригрозив забрать их силой при отказе.

## Ход войны
Под предводительством Луи II де Ла Тремуйя французская армия нанесла удар по Ванну и Фужеру, контролировавших проход в Бретань. Французы попытались взять под свой контроль основные стратегические крепости.
Бретонцы искали поддержки у различных мятежных французских феодалов и противников усиления королевской власти. Планировавший жениться на Анне Бретонской Ален д’Альбре имел 5 тыс. солдат, предоставленных королевой Кастилии и Леона Изабеллой I. Император Священной Римской империи Максимилиан I также направил 1,5 тыс. человек, в то же время поддержанное французским маршалом Филиппом де Кревкёром де Экердом восстание во Фландрии ограничивало его активность.
Король Англии Генрих VII отказался посылать войска и вместо этого попытался заключить сделку с французами, чтобы остановить вторжение. Однако барон Скейлз Эдвард Вудвилл привел с собой небольшой отряд из 700 лучников, которых он собрал на острове Уайт. Бретонцы решили обмануть врага, и одели свои 1,3 тыс. лучников в одежду с крестом святого Георгия и присоединили их к отряду Вудвилла, ставшего авангардом.
Во французской армии были швейцарские и итальянские наемники, а также некоторые бретонские дворяне. Её артиллерия была одной из лучших в той эпохе.

## Сражение
Бретонский командующий Жан IV де Риё расположил войска на горном хребте примерно в миле к югу от Мезьер-сюр-Куэнон. Французские войска прибыли на поле боя разрозненными группами, не подозревая, что бретонцы находятся так близко. Эдвард Вудвилл и де Рье выступали за быструю атаку на французов до того, как те успеют выстроиться в боевой порядок, но д’Альбре настоял на передислокации своих войск. В результате у Луи де Ла Тремуйя было время выстроить армию в оборонительный порядок. Бретонский авангард под командованием барона Скейлза возглавил атаку, выстроившись в боевом порядке.
По словам Жана Молине, «английские лучники проявили большое мужество, поскольку каждая из противоборствующих сторон боролась за победу». Сам Скейлз был убит в сражении. Тем не менее, французы были вынуждены отступить, дав лучникам шанс атаковать французские позиции, вызвав панику, которая была пресечена французскими командирами.
Тем временем бретонский центр под командованием д’Альбре продвигался вперед, неся значительные потери от французской артиллерии. Передислокация привела к тому, что в бретонских позициях образовалась брешь. Итальянский капитан французской армии Жак Галлиота получил разрешение на кавалерийскую атаку на слабую позицию. Сам Галлиота был убит, но итальянцы пробили брешь, через которую прошла французская кавалерия. Д’Альбре и де Рье не смогли вовремя развернуть свою кавалерию, чтобы сократить разрыв, и Тремуйль быстро ввел в бой дополнительные силы. В то же время в одном из складов за бретонскими позициями произошел мощный взрыв, вероятно, вызванный шальным выстрелом. В бретонской армии началась паника, что привело к бегству войск.

## Последствия
Поражение вынудило Франциска II подписать мирный договор, по которому Бретань должны были покинуть иностранные войска, возможность герцога женить и выдавать своих детей замуж по своей воле ограничивалась, а его владения в Сен-Мало, Фужере, Динане и Сент-Обене передавались Франции в качестве гарантии того, что в случае отсутствия наследника мужского пола король сам определит порядок наследования. Франциск умер несколько месяцев спустя, оставив после себя дочь Анну Бретонскую, поэтому этот договор был использован для того, чтобы заставить её выйти замуж за короля Карла VIII, а затем и за Людовика XII.
Битва подорвала мощь оппозиционных французских феодалов. Людовик Орлеанский и Жан IV попали в плен, сбежавшие Ален д’Альбре и Жан де Рье сыграли важную роль в продолжении конфликта. Несмотря на победу Франции, народня война продолжалась ещё три года, до декабря 1491 года, когда Карл женился на Анне.